# 奥格雷站
奥格雷站是里加-陶格夫匹尔斯铁路线上的一个火车站，车站建于1861年，是奥格雷镇主要的铁路车站。